# Sara Ahmed
Sara Ahmed (30 de agosto de 1969) es una profesora y escritora británica cuya área de estudio se centra en la intersección de la teoría feminista, la teoría queer, las teoría de la crítica de la raza y el postcolonialismo.

## Vida
Ahmed nació en Salford, Inglaterra. Su padre es pakistaní y su madre inglesa, y migraron a Australia en los años 70 donde fue criada. Relacionados con estas experiencias están sus temas de investigación, entre los que se encuentran la migración y la identidad. Realiza sus primeros estudios en la Universidad de Adelaida y su doctorado en el Centro de Teoría Crítica y Cultural de la Universidad de Cardiff.
Fue profesora de Estudios Culturales y Raza y directora del Centro de Investigaciones Feministas hasta 2016 en Goldsmiths, Universidad de Londres. Investigó también sobre estudios de género en la Universidad de Lancaster.
Vive en las afueras de Cambridge con su pareja, Sarah Franklin, académica de la Universidad de Cambridge.

## Investigaciones

### El giro afectivo
Ahmed ha hecho importantes aportaciones al giro afectivo, corriente metodológica interesada en el estudio de los afectos en tanto cómo se relacionan entre sí, sus zonas de contacto y los efectos y prácticas que producen. Ahmed analiza cómo los discursos o escenas afectivas ayudan a reproducir un modo de vincularse hegemónico y normativo.

### La felicidad como mecanismo de control
Otro de los temas de interés de Ahmed son los mecanismos institucionales que impiden o dificultan que sean oídas y atendidas las quejas de las víctimas de sexismo, racismo o acoso. Desde 2017 estudia esta cuestión específicamente en el ámbito universitario a partir de denuncias de acoso sexual realizadas por estudiantes en la Universidad de Londres. En su libro La promesa de la felicidad, Ahmed estudia cómo estos reclamos de mujeres, personas LGBTI+ y migrantes son entendidos como un ataque al bienestar colectivo. En este sentido las personas o colectivos que realizan dichos reclamos son consideradas aguafiestas, amargadas o melancólicas. La felicidad está asociada a ciertos modos de habitar en el mundo: casarse, formas una familia, estudiar una carrera. La felicidad es entonces una técnica para dirigir a las personas hacia ciertas acciones y no otras.

### Fenomenología queer y orientación hacia los objetos
En Fenomenología queer estudia a las emociones en tanto se dirigen hacia aquello respecto de lo cual entramos en contacto: pueden tanto dirigir hacia un objeto o apartar de aquello. En la orientación hacia el objeto también entra en juego cómo es ese acercamiento y en esto toma relevancia la inscripción en el cuerpo de las experiencias pasadas. La fenomenología queer tiene como particularidad que se orienta hacia objetos que no están próximos. Ahmed estudia cómo la fenomenología queer implica un desvío respecto de los objetos que es esperable que los sujetos se dirijan.

## Publicaciones
- On Complaint (2021)
- ¿Para qué sirve? Sobre los usos del uso (2019) Ed. Bellaterra. Traducido por Javier Sáez del Álamo
- Vivir una vida feminista (2017) Ed. Bellaterra
- Sujetos obstinados (2024) Ed. Bellaterra. Traducido por Javier Sáez del Álamo.
- On being included: Racism and Diversity in institucional life (2012)
- La promesa de la felicidad (2010)
- The Affect Theory Reader (2009)
- Fenomenología Queer (2006) Ed. Bellaterra. Traducido por Javier Sáez del Álamo
- La política cultural de las emociones (2004)
- Thinking through the skin (2001)
- Strange Encounters: Embodied others in Post-Coloniality (2000)
- Diferencias que importan (1998)